# 大漢橋
大漢橋，為臺灣一座跨越大漢溪的公路橋梁，位於台灣新北市板橋區與新莊區，位於市道106甲線，兩端銜接板橋區民生路與新莊區思源路，興建目的是為了紓解台一線省道新莊段及新海大橋的車流量，是板橋與新莊二地交通往來重要的橋梁；台北捷運環狀線的過河高架橋與本橋平行興建。

## 沿革
大漢橋於1983年（民國72年）2月動工興建，於1987年（民國76年）4月完工。

## 設計
大漢橋長1,230公尺、寬30公尺，橋之兩端連接道路工程，板橋段長800公尺、寬80公尺；新莊區段長2,170公尺，寬40至50公尺。目前大漢溪同時是板橋連接國道一號中山高速公路及台64線八里－新店東西向快速道路之要道。而台北捷運環狀線新莊段高架軌道沿著大漢橋行駛，跨越大漢溪。

## 附近設施
- 台北捷運新埔站
- 台北捷運頭前庄站
- 台北捷運新埔民生站